# 高橋啓一
高橋 啓一（たけはし けいいち、1957年 - ）は、日本の古生物学者。滋賀県立琵琶湖博物館名誉館長。学位は、歯学博士・博士（理学）。

## 人物
1957年福岡県生まれ。日本大学文理学部応用地学科卒業。
京都大学理学部研修員、日本歯科大学新潟歯学部助手、講師、滋賀県教育委員会事務局文化部文化振興課を経て、1996年4月より滋賀県立琵琶湖博物館勤務。展示科長、企画調整課長、研究部長、事業部長、副館長を経て2017年3月に退職。その後も審議員（副館長）として在職し、2019年4月より館長に就任。 2024年4月より名誉館長。その他、名古屋大学博物館研究協力員、中国雲南大学客員教授、国際湖沼環境委員会理事、正倉院宝物調査委員など歴任。

## 著書
- 亀井節夫編著（1991）日本の長鼻類化石．築地書館，東京，256p（III章編集責任，分担執筆）
- 高橋啓一監修（1996）化石の写真図鑑．日本ヴォーグ社，東京，319p．
- 地学団体研究会編集（1996）地学事典．平凡社，東京，1443p（分担執筆）
- 化石研究会編（2000）化石の研究法．共立出版，東京，338p（第I部編集責任，分担執筆）
- 川那部浩哉編著（2000）「企画展示をつくる」in 岩波ジュニア新書「博物館を楽しむ」．岩波書店，東京，129-135（分担執筆）
- 琵琶湖百科編集委員会編（2001）「化石が語る東アジアの中の琵琶湖」in 「知ってますか この湖をびわ湖を語る５０章」，サンライズ出版，彦根，25-30（分担執筆)
- 村山 皓編（2001）「10 博物館の中長期計画の意義 －琵琶湖博物館は中長期的にどのような方向を目指すべきか―」in 施策としての博物館の実践的評価－琵琶湖博物館の経済的・文化的・社会的効果の

研究，雄山閣，147-152（分担執筆）
- 琵琶湖流域研究会編（2003）「アケボノゾウ」「日野川流域にみられる蒲生累層の古環境」 in 「琵琶湖流域を読む」．サンライズ出版，彦根，上：179-181，下：22-26（分担執筆)
- 高橋啓一（2005）マンモスが地球を歩いていたとき．新樹社．46p. （訳＋書下ろし)
- 高橋啓一（2008）化石は語る－ゾウ化石でたどる日本の動物相－．八坂書房，220p．
- 高橋啓一（2011）ナウマンゾウは津軽海峡を泳いで渡ったか．化石研究会編，「化石から生命の謎を解く－恐竜化石から分子まで－」．朝日選書，朝日新聞出版，東京，134-149．
- 高橋啓一（2011）「琵琶湖のまわりのゾウ化石は語る」「地球のリズムがおりなす動物の移り変わり」「島化がうみ出す固有な動物たち」．滋賀県立琵琶湖博物館編：生命の湖琵琶湖をさぐる．文一総合出版，東京，8-10，11-12，12-13．
- 高橋啓一（2016）「ゾウがいた，ワニもいた琵琶湖のほとり」琵琶湖博物館ブックレット①．サンライズ出版，彦根，109p．
- 高橋啓一 (2022) 天然記念物になったゾウ．In: 春成秀爾（編），何が歴史を動かしたのか　第1巻　自然史と旧石器・縄文考古学，雄山閣，東京，307p(p). 21-32．

## 論文
- 国立研究開発法人科学技術振興機構「researchmap」」 を参照